# Uramya atrifrons
Uramya atrifrons är en tvåvingeart som först beskrevs av Jacques-Marie-Frangile Bigot 1889.  Uramya atrifrons ingår i släktet Uramya och familjen parasitflugor. Inga underarter finns listade i Catalogue of Life.